# Ourém
Ourém – miejscowość w Portugalii, leżąca w dystrykcie Santarém, w regionie Centrum, w podregionie Médio Tejo. Miejscowość jest siedzibą gminy o tej samej nazwie.

## Zabytki
- Zamek w Ourém

## Demografia
| Liczba ludności gminy Ourém (1801–2011) | Liczba ludności gminy Ourém (1801–2011) | Liczba ludności gminy Ourém (1801–2011) | Liczba ludności gminy Ourém (1801–2011) | Liczba ludności gminy Ourém (1801–2011) | Liczba ludności gminy Ourém (1801–2011) | Liczba ludności gminy Ourém (1801–2011) | Liczba ludności gminy Ourém (1801–2011) | Liczba ludności gminy Ourém (1801–2011) | Liczba ludności gminy Ourém (1801–2011) |
| --------------------------------------- | --------------------------------------- | --------------------------------------- | --------------------------------------- | --------------------------------------- | --------------------------------------- | --------------------------------------- | --------------------------------------- | --------------------------------------- | --------------------------------------- |
| 1801                                    | 1849                                    | 1900                                    | 1930                                    | 1960                                    | 1981                                    | 1991                                    | 2001                                    | 2004                                    | 2011                                    |
| 12 803                                  | 13 033                                  | 25 726                                  | 34 534                                  | 47 511                                  | 41 376                                  | 40 185                                  | 46 216                                  | 49 269                                  | 45 932                                  |

## Sołectwa
Sołectwa gminy Ourém (ludność wg stanu na 2011 r.)
- Alburitel – 1179 osób
- Atouguia – 2454 osoby
- Casal dos Bernardos – 921 osób
- Caxarias – 2166 osób
- Cercal – 784 osoby
- Espite – 1104 osoby
- Fátima – 11 596 osób
- Formigais – 375 osób
- Freixianda – 2474 osoby
- Gondemaria – 1175 osób
- Matas – 944 osoby
- Nossa Senhora da Piedade – 7217 osób
- Nossa Senhora das Misericórdias – 5077 osób
- Olival – 1995 osób
- Ribeira do Fárrio – 836 osób
- Rio de Couros – 1877 osób
- Seiça – 2076 osób
- Urqueira – 1682 osoby